# フロンティア・ストリップ
フロンティア・ストリップ（英語：Frontier Strip）はアメリカ合衆国のほぼ中央部で南北に結ぶ線上にある、ノースダコタ州からテキサス州の6つの州を指す。

## 概要

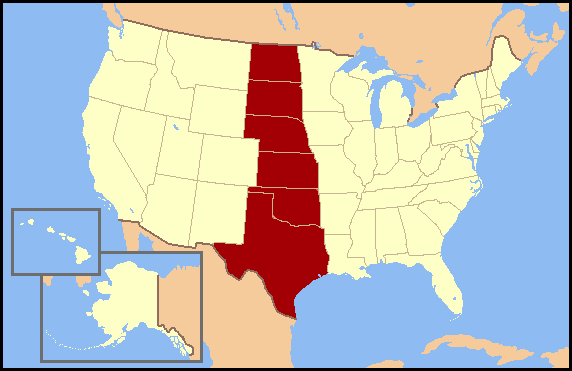
フロンティア・ストリップにあたる州を赤で示した地図

フロンティア・ストリップは、アメリカ合衆国中央部のグレートプレーンズにおおよそ当てはまる北から南までの横断線上にある6つの州を指す。フロンティア・ストリップという言葉は、1880年の国勢調査の際に、これら6州（当時はまだ準州）がまだ「フロンティア・ライン」の一部だったことに由来するとされる。当時、アメリカ合衆国国勢調査局の地理的分類では西経100度線がフロンティア・ラインとされ、ここで東部アメリカが終わり、ここからがアメリカの西部の起点とされた。

### フロンティア・ストリップ6州
- ノースダコタ州
- サウスダコタ州
- ネブラスカ州
- カンザス州
- オクラホマ州
- テキサス州